# Europa-Park-Stadion
Le Europa-Park-Stadion est un stade de football situé à Fribourg-en-Brisgau en Allemagne, inauguré en 2021. Il a une capacité de 34 700 places. C'est le stade du SC Fribourg.

## Histoire

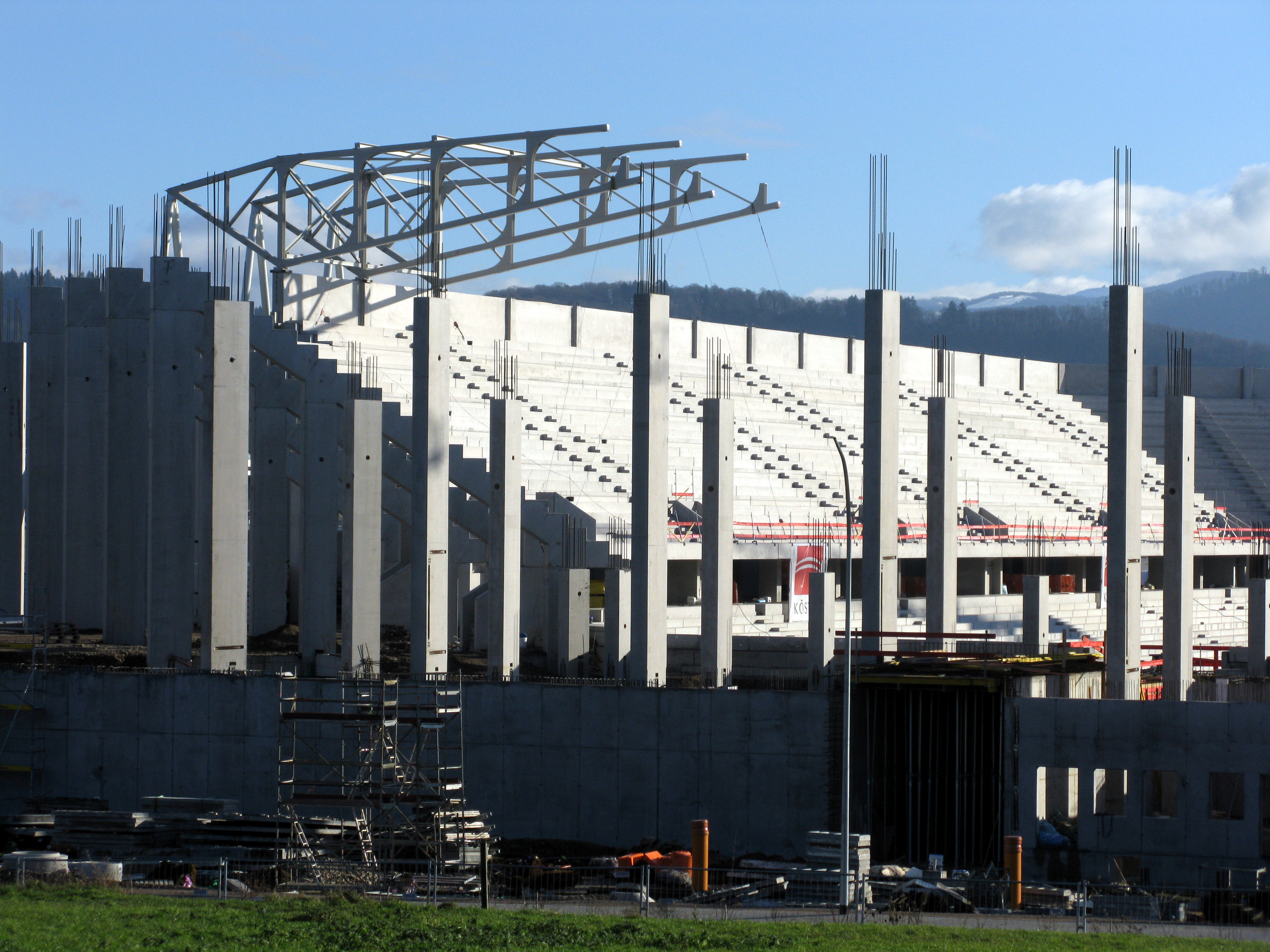
Travaux en cours, mai 2020.

Le Dreisamstadion, stade historique du SC Fribourg depuis 1954, étant vétuste et ne répondant pas aux normes de l'UEFA, il est décidé en 2015 de valider par un référendum local la construction d'un nouveau stade non loin de l'aéroport de la ville.
Le nouveau stade de 34 700 places dont 12 400 places debout, situé dans le quartier de Wolfswinkel, devait être livré pour les matchs retour de la saison 2019-2020 ou au plus tard pour le début de la saison 2020-2021.
Les plans sont faits par le cabinet HPP Architekten (de) de Düsseldorf et les travaux sont confiés à la société Köster (Unternehmen) (de) d'Osnabrück.
Les travaux de terrassement débutent en novembre 2018, la première pierre du stade est posée le 29 mars 2019.
Le stade devait être prêt pour la deuxième partie de la saison 2019-2020, mais à cause de la pandémie de Covid-19 les travaux de finition prennent du retard, le SC Fribourg est obligé de disputer ses trois premières rencontres à domicile de la saison 2020-2021 dans son ancien stade. Le 7 octobre 2021, pendant la trêve des matchs internationaux le club dispute un match amical contre le FC Sankt Pauli, match gagné 3 à 0 contre le pensionnaire de deuxième division.
Le lendemain de l'inauguration, la pelouse doit être changée à la suite d'un été pluvieux et la présence de champignons.
Le premier match officiel a lieu le 16 octobre 2021, pour le compte de la 8e journée de Bundesliga, avec la réception du RB Leipzig. L'attaquant suédois du RB Leipzig, Emil Forsberg marque le premier but de Bundesliga dans le nouveau stade, le Sud-coréen Jeong Woo-yeong égalise plus tard et devient le premier buteur du SC Fribourg dans son nouveau stade, il s'agit également du 1000e but à domicile du club en Bundesliga.

## Environnement
Pour compenser les zones de travaux du stade, des parkings et annexes, la municipalité aménage en divers endroits 70 hectares de pelouse calcaire pour favoriser la biodiversité et des pâturages pour un coût de 10 millions d'euros.

## Nom du stade
Pendant les travaux le stade est dénommé SC-Stadion, les groupes de supporteurs optent pour Mooswaldstadion du nom d'une forêt avoisinante et du nom d'un proche quartier de la ville.
Le 1er octobre 2021, Europa-Park partenaire du club depuis 30 ans annonce le nouveau nom du stade, Europa-Park-Stadion, les modalités du contrat de sponsoring n'ont pas été dévoilées.